# Тријажер
Тријажер је у социјалном раду, стручњак са којим клијенти прво успостављају контакт. Како је то уобичајено искусни стручњак, тријажер формира основну документацију, даје информације о могућностима установе и одређује приоритет ангажовања за сваког клијента понаособ, уз упућивање у одговарајући стручни тим. Тријажер води и законом прописану документацију и прати динамику и квалитет интервенција социјалних радника и других сарадника.